# Taiga Irikura
Taiga Irikura (japanisch 入倉 大雅 Irikura Taiga; * 4. September 1996 in Tomakomai, Hokkaidō) ist ein japanischer Eishockeyspieler, der seit 2022 bei den Red Eagles Hokkaido in der Asia League Ice Hockey (ALIH) auf der Position des Stürmers spielt.

## Karriere
Taiga Irikura begann seine Karriere als Eishockeyspieler in der Mannschaft der Komazawa Tomakomai Highschool. Nach seinem Schulabschluss wechselte er 2015 zu den Nippon Paper Cranes in die Asia League Ice Hockey. 2020 wurde er als wertvollster Spieler der japanischen Meisterschaft ausgezeichnet. Als die Asia League nach dem Ende der durch die COVID-19-Pandemie bedingten Pause 2022 ihren Spielbetrieb wieder aufnahm, wechselte er zum Ligakonkurrenten Red Eagles Hokkaido.

### International
Für Japan nahm Irikura im Juniorenbereich an den U18-Weltmeisterschaften der Division I 2013 und 2014  teil.
Für das japanische Herren-Team debütierte Irikura im Alter von 21 Jahren bei der Weltmeisterschaft der Division I 2018. Auch 2022, als er mit 71,4 % die beste Bully-Bilanz des Turniers erreichte, und 2023 spielte er in der Division I. Zudem vertrat er seine Farben bei der Qualifikation für die Olympischen Winterspiele in Peking 2022.

## Erfolge und Auszeichnungen
- 2020 Wertvollster Spieler der japanischen Meisterschaft
- 2022 Beste Bully-Bilanz bei der Weltmeisterschaft der Division I, Gruppe B
- 2023 Aufstieg in die Division I, Gruppe A, bei der Weltmeisterschaft der Division I, Gruppe B

## Statistik
(Stand: Ende der Saison 2022/23)